# Simplicia nitida
Simplicia nitida là một loài bướm đêm trong họ Noctuidae.